# شجاع‌آباد (کرمان)
شجاع‌آباد، روستایی است از توابع بخش شهداد شهرستان کرمان در استان کرمان ایران.
مکان های دیدنی = قلعه باستانی _ جونگی

## جمعیت
این روستا در دهستان تکاب قرار داشته و براساس آخرین سرشماری مرکز آمار ایران که در سال ۱۳۸۵ صورت گرفته، جمعیت آن ۹۴نفر (۲۵خانوار) بوده‌است.